# Halterofilismo nos Jogos Paralímpicos de Verão de 2012 - Mais de 100 kg masculino
A disputa da categoria acima de 100 kg masculino foi realizada no dia 5 de setembro no Complexo ExCel, em Londres.

## Medalhistas
| Ouro   | IRI Siamand Rahman  |
| Prata  | IRQ Faris Al-Ajeeli |
| Bronze | KOR Chun Keun-Bae   |

## Formato de competição
Cada atleta tem 3 tentativas para efetuar um movimento válido. Uma quarta tentativa será permitida apenas se o atleta tiver a intenção de quebrar um recorde mundial ou paralímpico, no entanto, essa quarta tentativa não contará para o resultado final. Se houver empate entre dois ou mais atletas, prevalecerá aquele que tiver a menor massa corporal.

## Recordes
| Recorde mundial     | 291,0 kg | IRI Siamand Rahman | Sharjah, Emirados Árabes Unidos | 4 de dezembro de 2011  |
| Recorde paralímpico | 265,0 kg | IRI Kazem Rajabi   | Pequim, China                   | 16 de setembro de 2008 |

O halterofilista iraniano Siamand Rahman quebrou o recorde paralímpico nesta competição.

## Resultados
| Pos.   | Atleta                                 | Massa corporal (kg) | Tentativas (kg) | Tentativas (kg) | Tentativas (kg) | Tentativas (kg) | Resultado (kg) |
| Pos.   | Atleta                                 | Massa corporal (kg) | 1               | 2               | 3               | 4               | Resultado (kg) |
| ------ | -------------------------------------- | ------------------- | --------------- | --------------- | --------------- | --------------- | -------------- |
| Ouro   | IRI Siamand Rahman                     | 173,46              | 270,0           | 280,0           | 301,0           | –               | 280,0          |
| Prata  | IRQ Faris Al-Ajeeli                    | 118,77              | 237,0           | 242,0           | 261,0           | –               | 242,0          |
| Bronze | KOR Chun Keun-Bae                      | 151,91              | 227,0           | 232,0           | 237,0           | –               | 232,0          |
| 4      | AUS Darren Gardiner                    | 125,61              | 227,0           | 231,0           | 236,0           | –               | 231,0          |
| 5      | AZE Maharram Aliyev                    | 152,66              | 230,0           | 233,0           | 237,0           | –               | 230,0          |
| 6      | EGY Mohamed Sabet                      | 109,99              | 225,0           | 230,0           | 232,0           | –               | 225,0          |
| 7      | JOR Haidarah Abdallah Hasan Alkawamleh | 107,18              | 208,0           | 215,0           | 220,0           | –               | 215,0          |
| 8      | HUN Csaba Szávai                       | 126,64              | 192,0           | 196,0           | 196,0           | –               | 192,0          |
| 9      | VEN José Arnaldo Chirinos Vargas       | 107,13              | 175,0           | 182,0           | 182,0           | –               | 182,0          |
| —      | UAE Ahmed Khamis Albaloushi            | 114,58              | 175,0           | 175,0           | 175,0           | –               | —              |

Legenda
| Recorde mundial      | Recorde mundial (World record)               |                       | Recorde africano                      | Recorde africano (African) |                                           | Q | Classificado por posição (Qualified) |
| Recorde paralímpico  | Recorde paralímpico (Paralympic record)      | Recorde da América    | Recorde da América (Americas)         | q                          | Classificado por melhor tempo (Qualified) |   |                                      |
| Melhor marca do ano  | Melhor marca do ano (World leading)          | Recorde asiático      | Recorde asiático (Asian)              | DNS                        | Não largou (Did not start)                |   |                                      |
| Recorde nacional     | Recorde nacional (National record)           | Recorde europeu       | Recorde europeu (European)            | DNF                        | Não terminou (Did not finish)             |   |                                      |
| Recorde pessoal      | Recorde pessoal do atleta (Personal best)    | Recorde da Oceania    | Recorde da Oceania (Oceania)          | DSQ / DQ                   | Desclassificado (Disqualified)            |   |                                      |
| Recorde da temporada | Recorde da temporada do atleta (Season best) | Recorde sul-americano | Recorde sul-americano (South America) | NM                         | Sem marca (No mark)                       |   |                                      |